# Lamprospora crechqueraultii
Lamprospora crechqueraultii är en svampart som först beskrevs av P. Crouan & H. Crouan, och fick sitt nu gällande namn av Jean Louis Emile Boudier 1907. Lamprospora crechqueraultii ingår i släktet Lamprospora och familjen Pyronemataceae.  Utöver nominatformen finns också underarten macrantha.
I den svenska databasen Dyntaxa används istället namnet Ramsbottomia crechqueraultii för samma taxon.  Arten är reproducerande i Sverige.